# Палмейрандия

Палмейрандия на карте штата.

Палмейрандия (порт. Palmeirândia) — муниципалитет в Бразилии, входит в штат Мараньян. Составная часть мезорегиона Север штата Мараньян. Входит в экономико-статистический микрорегион Байшада-Мараньенси. Население составляет 18 764 человека на 2010 год. Занимает площадь 532,164 км². Плотность населения — 35,26 чел./км².

## Демография
Согласно сведениям, собранным в ходе переписи 2010 г. Национальным институтом географии и статистики (IBGE), население муниципалитета составляет:
| Полное население                               | Полное население                               | Полное население                               | Полное население                               | 18 764 |
| ---------------------------------------------- | ---------------------------------------------- | ---------------------------------------------- | ---------------------------------------------- | ------ |
| в том числе:                                   | Городское население                            | 3459                                           | Процент городского населения, %                | 18,43  |
|                                                | Сельское население                             | 15 305                                         | Процент сельского населения, %                 | 81,57  |
|                                                | Мужское население                              | 9388                                           | Процент мужского населения, %                  | 50,03  |
|                                                | Женское население                              | 9376                                           | Процент женского населения, %                  | 49,97  |
| Плотность населения, чел/км²                   | Плотность населения, чел/км²                   | Плотность населения, чел/км²                   | Плотность населения, чел/км²                   | 35,26  |
| Население муниципалитета в % к населению штата | Население муниципалитета в % к населению штата | Население муниципалитета в % к населению штата | Население муниципалитета в % к населению штата | 0,29   |

По данным оценки 2016 года, население муниципалитета составляет 19 288 жителей.

## Статистика
- Валовой внутренний продукт на 2003 год составляет 20 230 260,00 реалов (данные: Бразильский институт географии и статистики).
- Валовой внутренний продукт на душу населения на 2003 год составляет 1127,41 реалов (данные: Бразильский институт географии и статистики).
- Индекс развития человеческого потенциала на 2000 год составляет 0,569 (данные: Программа развития ООН).